# Leuculopsis
Leuculopsis là một chi bướm đêm thuộc họ Geometridae.